# ساختمان سی‌بی‌اس
ساختمان سی‌بی‌اس (به انگلیسی: CBS Building) آسمان‌خراش ۳۸ طبقه به ارتفاع ۱۵۰ متر، با کاربری اداری-تجاری است، که در شهر نیویورک، ایالات متحده آمریکا مستقر می‌باشد. پروژه ساخت این ساختمان در سال ۱۹۶۲ آغاز شد و در سال ۱۹۶۵ تکمیل و افتتاح گردید. این ساختمان دفتر مرکزی شرکت سی‌بی‌اس بشمار می‌آید.